# 園山真希絵
園山 真希絵（そのやま まきえ、1978年1月5日 - ）は、日本のタレント、料理研究家。島根県出雲市出身、血液型A型、所属芸能事務所は株式会社SDMからサンズエンタテインメントへ移籍する

## 人物
雑誌でコラムや料理レシピを綴り、テレビやラジオ番組に出演し、料理トークショーや料理教室などで活動し、商品開発や飲食店経営などを手掛ける。

## 経歴
- 2007年12月 スターバックスとコラボレーション商品発売
- 2008年2月 ドーナツプラントとコラボレーション商品発売
- 2008年9月 コラボレーション商品『黒豆豆乳プリン』ローソンで発売
- 2008年10月 プロデュース商品 クリスマスケーキ 『黒豆ときなこの“ブッシュ・ド・ノエル”』ダイエーで発売
- 2008年12月 プロデュース商品 『栗とお豆の豆乳プリン』ローソンで発売

## 出演番組

### テレビ
- 中居正広の金曜日のスマたちへ（TBS、アシスタント）
- 爆笑レッドカーペット（フジテレビ、2008年4月30日、審査員）
- 朝はビタミン!（テレビ東京、 - 2008年9月、火曜日レギュラー）
- TVチャンピオン （テレビ東京、2008年9月）
- はなまるマーケット （TBS、2009年1月）
- 和風総本家 （テレビ東京、2009年12月）
- お願い!ランキング （テレビ朝日、2010年1月）
- BeauTV〜VoCE（テレビ朝日、2010年9月）
- 季節の変わり目に達人が教えるカラダいわたりレシピ!（テレビ朝日、2010年9月）
- 7スタBratch!（テレビ東京、2010年11月）
- 訂正させてください〜人生を狂わせたスキャンダル〜（フジテレビ、2017年3月31日）
- 勇者ああああ〜ゲーム知識ゼロでもなんとなく見られるゲーム番組〜（テレビ東京、2018年8月24日、31日、2019年5月3日[1]、10月18日、12月27日、12月30日、2020年6月26日、2021年2月6日、3月27日）

### CM
- 中部電力 エコライフ（フードコーディネート）
- TOSHIBA The PLASMA Face35V（ランチパーティシーンのコーディネート）

## 著書
- 『食べてキレイ。』（アートン） ISBN 4-901006-58-4
- 『外食の教科書』（ロコモーションパブリッシング） ISBN 4-86212-050-4
- 『ココロの料理帖』(ポプラ社)
- 『毎日おいしいヘルシーレシピ』（宝島社）
- 『黒豆ダイエットレシピ』（宝島社）
- 『新おうちごはん』（学研パブリッシング）